# Estigmene scita
Estigmene scita là một loài bướm đêm thuộc phân họ Arctiinae, họ Erebidae.